# Louis Miquel
Louis-Charles-Victor Miquel est un architecte urbaniste et décorateur de théâtre, né en Algérie, près d'Oran, à Aïn Témouchent le 22 novembre 1913 et mort à Sète en 1987 ou 1986.
Élève de Le Corbusier, il a participé à de grands chantiers d'urbanisation, à la réalisation d'immeubles d'habitations et à l'aménagement de musées et de maisons de la jeunesse et de la culture, tant en France qu'en Algérie. Il est notamment connu pour son projet d'Aérohabitat d'Alger.

## Jeunesse et formation
Louis Miquel nait à Aïn Témouchent en 1913. Son père est d'origine espagnole et sa mère est d'une famille de négociants français. En 1927, après l'obtention de son brevet d'étude, il entre à l'École des Beaux-Arts d'Alger. En troisième année, dans la section «architecture», il a pour patron Léon Claro, architecte moderniste intéressé par l'architecture régionale. Il se lit d'amitié avec Jean de Maisonseul qui l'introduit dans le groupe qui se forme autour d'Albert Camus, Max-Pol Fouchet, Louis Bénisti et Jean Sénac. Il s'indigne avec eux des inégalités de traitement entre les populations d'origine européenne et celles d'origine musulmane.
En 1930 ou 1931, il rencontre pour la première fois Le Corbusier invité à Alger par Pierre-André Émery. Pour Louis Miquel, les idées de Le Corbusier sont une révélation et il devient, selon ses propres mots, un «inconditionnel» du maître. En 1933, il remporte le concours organisé par le Gouvernement d'Alger destiné à octroyer une bourse permettant à un élève de poursuivre ses études d'architecture à Paris. Louis Miquel ne choisit pas l'École des Beaux-Arts mais préfère aller travailler dans l'atelier de Le Corbusier, rue de Sèvres. Là, il rencontre Jean Bossu et participe aux projets d'urbanisation d'Anvers, Barcelone, Alger, et à des plans d'exécutions d'immeubles. Il retient de cette période les qualités pédagogiques de Le Corbusier et son souci constant de proposer une architecture à taille humaine.

## Période active

### Alger
En 1935, à la fin de sa bourse d'études, Louis Miquel retourne à Alger et participe, avec Albert Camus, à l'aventure du théâtre du Travail qui deviendra le théätre de l'Équipe. Il y crée des décors minimalistes destinés à s'effacer devant le jeu des acteurs. Il réinvestira cette expérience scénographique pour l'organisation de l'espace dans les différents musées qu'il concevra. Toujours non diplomé, il est dessinateur en agence d'architecture et fréquente Pierre-André Émery (es). Il participe, en 1942, au dernier plan d'urbanisation d'Alger par Le Corbusier.

### Séjour en France
En 1942, de retour en France, il fait partie de l'équipe d'enquête sur l'habitat rural monté par Georges Henri Rivière, fondateur du Musée national des Arts et Traditions populaires et intéressé par l'architecture régionaliste. Louis Miquel est chargé de la région des Alpes Maritimes et Basses Alpes. Il étudie comment l'architecture locale utilise et s'intègre dans son environnement. Il est engagé dans plusieurs chantiers de reconstruction d'après-guerre, aux côtés d'autres architectes proches de Le Corbusier et George-Henri Rivière : cité de cheminots à Tergnier, village agricole dans Le Bosquel. Mais il se heurte aux contraintes économiques et administratives. Cette déception le conduit à retourner en 1946 en Afrique du Nord.

### Afrique du Nord
D'abord au Maroc, employé par le service de Paysannat Marocain, où il élabore un projet non réalisé d'habitats pour artisans à Madagh, il retourne en 1948 à Alger où il obtient son inscription à l'ordre des architectes. Il s'associe avec Pierre-André Émery. Il peut alors mettre en pratique les principes architecturaux de Le Corbusier tout en les adaptant à la culture et à l'environnement algérien. En 1949, il est pris comme architecte associé avec Pierre Bourlier et José Ferrer-Laloë, pour le grand chantier de l'aérohabitat. Ce chantier dure six ans. Il y reprend les principales caractéristiques de l'architecture corbuséenne (unités d'habitations desservies par une coursive intérieure) mais les modifient pour les adapter à la culture locale (remplacement de la coursive intérieure par une galerie marchande en façade, création d'appartements en duplex permettant de reconstituer l'effet patio de l'habitat algérien) . Il y met sa touche personnelle de recherche de la plus grande sobriété. En 1955, c'est la création du Centre de Jeunesse et Sport d'Orleansville avec Roland Simounet où il suit les conseils d'Albert Camus pour l'organisation spatiale du théâtre. En 1957, le projet de construction de la cité Henri Sellier à Birmendrais dans la commune d'Hydra dont il étudie le plan de masse, l'occupe jusqu'en 1962 et lui permet de créer une architecture spécifiquement méditerranéenne.
Le mouvement d'indépendance en Algérie conduit à un changement radical de sa vie. Louis Miquel fait partie du groupe des libéraux d'Algérie et plaide pour le dialogue interculturel. Membre des Amis du théâtre d'expression arabe, il participe à la création du Comité pour la Trêve Civile, en soutien de Camus pour son Appel pour une Trêve Civile, tentative d'une résolution du conflit par la négociation. Le référendum d'auto-détermination de juillet 1962 signe son retour en France.

### Retour en France

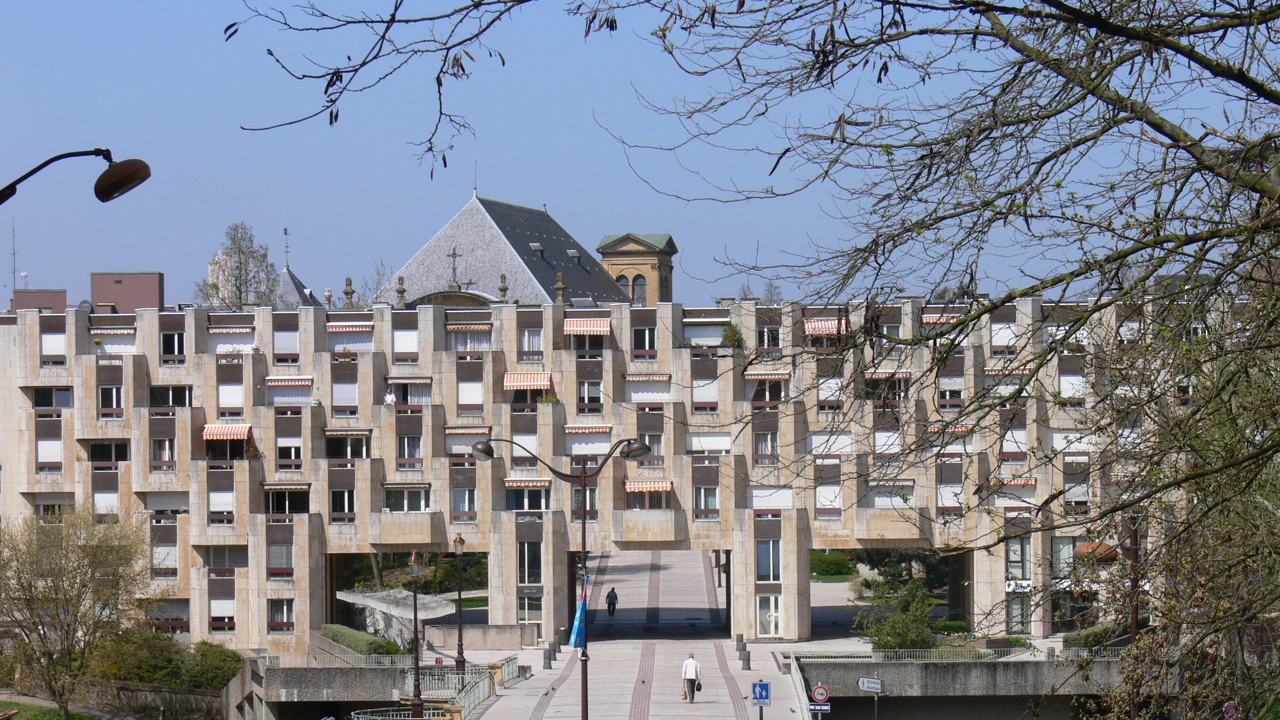
Quartier du Pontiffroy vu du pont Saint-George

De retour en France, il lui faut reprendre à zéro sa carrière d'architecte. Il participe à l'élaboration de grands travaux (logements économiques et sociaux de Saint-Pierre-lès-Elbeuf, aménagement du quartier de Pontiffroy à Metz, rénovation du port de Fécamp). Il est soutenu dans cette reconversion géographique par André Wogenscky qui le prend comme collaborateur et lui trouve des contrats.
C'est sur ses conseils qu'il s'oriente vers les musées et les MJC: MJC de Bures-sur-Yvette, MJC des Marquisat d'Annecy, réaménagement et extension du musée de Besançon où les idées de Louis Miquel rompent avec les anciennes conceptions de musées se répartissant en salles fermées.

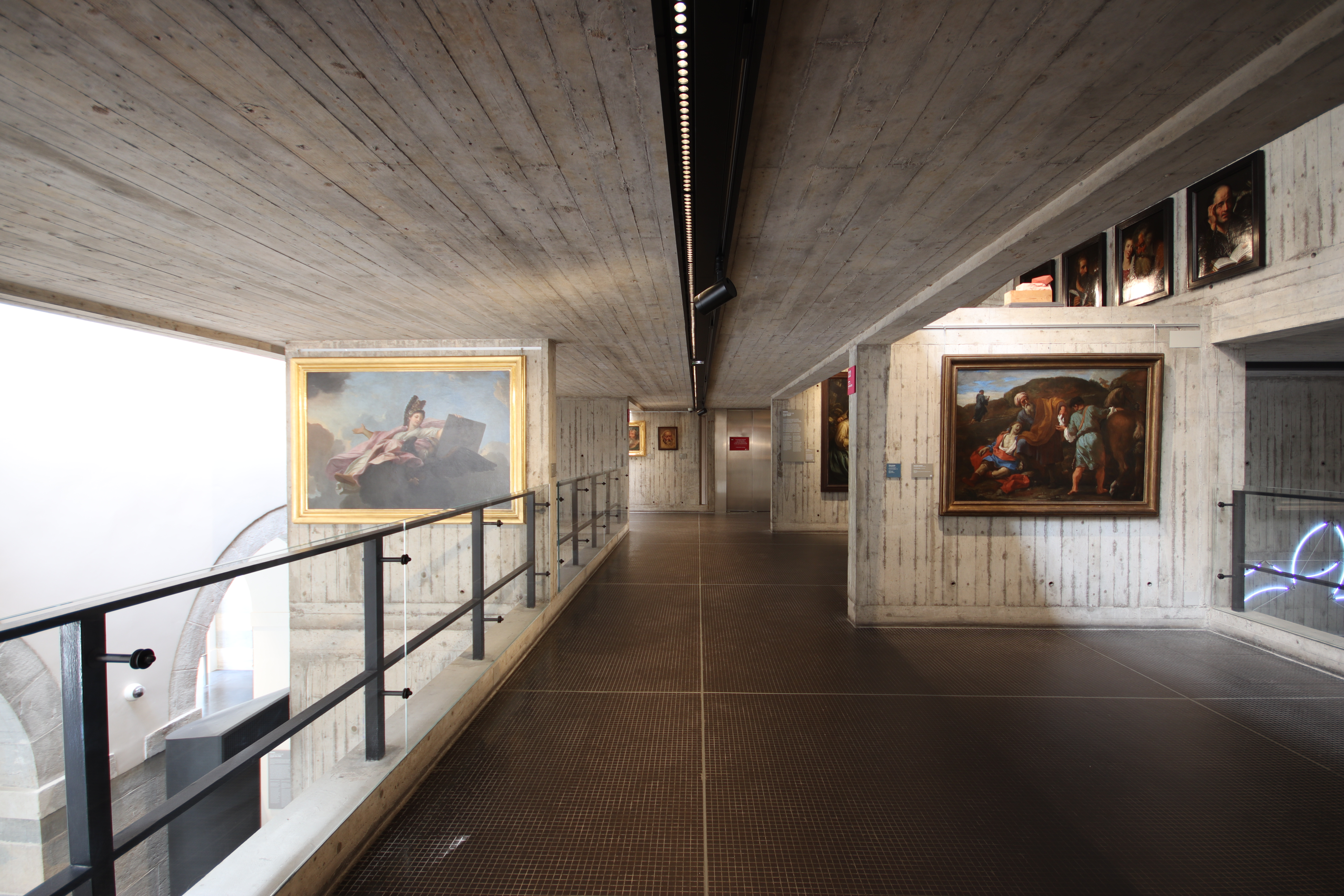
Musée des Beaux-Arts et d'Archéologie de Besançon: Structure en béton brut (Miquel)

Le succès et la modernité de cette réalisation lui ouvrent de nouveaux chantiers : musée des Beaux-Arts de Dijon, musée de Dôle, rôle de conseil pour la création du musée national de Carthage. Son expertise est réclamée pour des conférences ou des jurys.
Il prend sa retraite en 1981 et s'installe à Sète. Il meurt en 1986 ou 1987 à Marseille ou Sète

## Œuvre
Avec André Wogenscky, et d'autres confrères
En France:
- Maisons de la culture de Bures-sur-Yvette et d'Annecy.
- Aménagements des musées de Dole, Besançon et de Dijon.
- École supérieure d'arts de l'Agglomération d'Annecy.

En Algérie:
- Stèle Albert Camus à Tipaza avec Louis Bénisti, 1961.
- Centre Larbi Tébessi à Chlef, centre Albert-Camus à Orléansville, avec Roland Simounet, 1955-61[22].
- HLM (ex HBM) du Champ de manœuvre, Alger, 1950.
- Aérohabitat, 1955.